# Hrvatski pisci iz BiH, C
- Cettineo, Ante
- Crnogorac, Mila Bernardina
- Cvitkušić, Marko